# Théâtre de la Taganka
Le théâtre de la Taganka ou théâtre sur la Taganka (en russe : Театр на Таганке) est un théâtre de Moscou, inauguré le 23 avril 1964, rue de la Taganka dans le district de Taganski.

## Histoire
Inauguré le 23 avril 1964, le théâtre de la Taganka est fondé par Iouri Lioubimov. Il accueille la troupe du Théâtre dramatique et comique de Moscou, troupe créée en 1946, composée de nombreux élèves de l'Institut d'art dramatique Boris Chtchoukine, et dont le professeur est le même Iouri Lioubimov.
La première pièce donnée est La bonne âme du Sichuan, de Bertolt Brecht, mise en scène par Iouri Lioubimov. À cette occasion, on y voit les acteurs Valery Zolotoukhine ou Nikolaï Goubenko, entre autres, effectuer leurs débuts sur scène.
La Taganka acquiert immédiatement la réputation de théâtre le plus avant-gardiste du pays. Il n'y a pas de rideau et les décors sont minimalistes. Le mime est très souvent utilisé durant les spectacles, ainsi que les techniques du théâtre d'ombres, le tout entrecoupé d'intermèdes musicaux.
Durant les années 1960 et 1970, la Taganka est l'un des théâtres les plus fréquentés de la capitale. Le répertoire toutefois est surveillé de près par la censure, il arrive que des spectacles soient modifiés, voire interdits. Ainsi en 1969, Iouri Lioubimov projette l'adaptation de la nouvelle Dans la vie de Fédor Kouzkine de Boris Mojaev initialement publiée dans Novy Mir en 1966. Le spectacle sous le titre Vivant (Живой) avec Valery Zolotoukhine dans le rôle principal est interdit par Ekaterina Fourtseva, ministre de la culture de l'époque qui a assisté à la représentation. Elle trouve que le sujet mettant en scène un paysan débrouillard qui s'oppose à l'administration du kolkhoze jette le discrédit sur le système socialiste.
Les œuvres poétiques prédominent dans la programmation du théâtre. Ainsi y ont été produits Camarade, crois... d'après Alexandre Pouchkine, Écoutez! d'après Vladimir Maïakovski, Les Anti-mondes d'Andreï Voznessenski, Les morts et les vivants, lectures de poèmes de Vladimir Maïakovski, Nikolaï Asseïev, Mikhaïl Svetlov, Aleksandr Tvardovski, Pavel Kogan, entre autres, sur le destin des poètes décédés à la guerre.
Parmi les nombreuses adaptations scéniques d’œuvres en prose on compte La Mère de Maxime Gorki, Que faire ? de Nikolaï Tchernychevski, Le Maître et Marguerite de Mikhaïl Boulgakov, La maison sur le quai de Iouri Trifonov, etc.

## Scission
Le théâtre connait une série de crises dans les années 1980, après le départ à l'étranger de son fondateur, Iouri Lioubimov. Et ensuite, lors de sa destitution de la citoyenneté soviétique.
La troupe se divise en 1992. Une partie des acteurs, sous la houlette de Nikolaï Goubenko, forme la nouvelle Communauté des acteurs de la Taganka et s'installe dans un nouveau bâtiment. Le reste de la troupe, toujours sous la direction de Lioubimov, reste dans les locaux de l'ancien cinéma ("Electrothéâtre") réaménagé en salle de théâtre.

## Directeurs artistiques
- 1964 — 1984 : Iouri Lioubimov
- 1984 — 1987 : Anatoli Efros
- 1987 — 1989 : Nikolaï Goubenko
- 1989 — 2011 : Iouri Lioubimov
- 2011 — 2013 : Valery Zolotoukhine

## Acteurs
- Semion Farada
- Valery Zolotoukhine
- Vladimir Vyssotski
- Boris Khmelnitsky
- Veniamine Smekhov
- Alla Demidova

## Metteurs en scène
- Boris Glagoline

## Répertoire
- La bonne âme du Sichuan, de Bertolt Brecht
- Tartuffe, de Molière
- Le Maître et Marguerite, de Mikhaïl Boulgakov
- Vladimir Vyssotski
- Le Docteur Jivago, de Boris Pasternak
- Médée, d'Euripide
- Les Frères Karamazov, de Fiodor Dostoïevski
- Marat-Sade, de Peter Weiss
- Hamlet, de William Shakespeare
- Charachka, d'après Le Premier Cercle d'Alexandre Soljenitsyne
- Le Roman théâtral, de Boris Pasternak
- Eugène Onéguine, d'Alexandre Pouchkine
- Faust, de Johann Wolfgang von Goethe
- Avant et après, d'après l’œuvre des poètes de l'Âge d'argent
- Allez et arrêtez le progrès, de l'Association pour l'Art réel
- Souf(f)le, patchwork libre et fantaisiste des textes de Friedrich Nietzsche, Franz Kafka, Samuel Beckett et James Joyce
- Antigone, de Sophocle
- Le Malheur d'avoir trop d'esprit, d'Alexandre Griboïedov
- Le Château, de Franz Kafka
- Contes, de Hans Christian Andersen, Oscar Wilde et Charles Dickens
- Arabesques, recueil de trois Nouvelles de Pétersbourg, de Nicolas Gogol
- Le Miel, de Tonino Guerra
- Le masque et l'âme, d'après les œuvres d'Anton Tchekhov
- Les Deux Jumeaux vénitiens, de Carlo Goldoni
- Le boiteux d'Inishmaan, de Martin McDonagh